# オルデニズ
オルデニズ（Ölüdeniz、直訳は「死海」、嵐の中でも穏やかな水域にあるため。英訳はBlue Lagoon、ブルーラグーン）は、トルコ南西部のターコイズブルーの海岸にあるムーラ県のフェティエ地区の、エーゲ海と地中海に面した場所にある小さなビーチリゾートである。フェティエの南14 km (9 mi)の位置、ババダグ山の近くにある。 
オルデニズの入り口、ブルーラグーンには小さなビーチがある。ブルーラグーンは国の自然保護区であり、建設工事は厳しく禁止されている。オルデニズの海水はターコイズとアクアマリンの色合いで有名で、ビーチは公式のブルーフラッグビーチである。

## パラグライダー
オルデニズはパラグライダーの名地として有名である。安定した気象条件、ババダグ山の急峻な標高、そしてダイナミックなパノラマ風景により、世界で最高のパラグライダーエリアとされている。トルコ南西に位置するオルデニズにそびえるババダグ山（直訳は「父山」）は、素晴らしい上昇気流と理想的なフライトコンディションを生み出す。オルデニズは、ソロ（一人乗り）でもタンデム（二人乗り）でもパラグライダーできる。クロスカントリーフライトするための、ヨーロッパトップクラスのエリアである。  

## ウルトラマラソン
2010年から、国際的な トレイルランニング ウルトラマラソン「Lycian Way Ultramarathon」が開催されている。オルデニズからアンタルヤまで、約220–240キロメートル (140–150 mi)、東向きのルートで行われる。 

## スキューバダイビング
透き通った海、水中洞窟や動物群に恵まれたオルデニズでは、ダイビングを楽しめる。最もポピュラーなウォーターアクティビティは、スキューバダイビングである。現地にはライセンス取得コースを提供する代理店がある。シュノーケリングに適したエリアもある。 

## ギャラリー

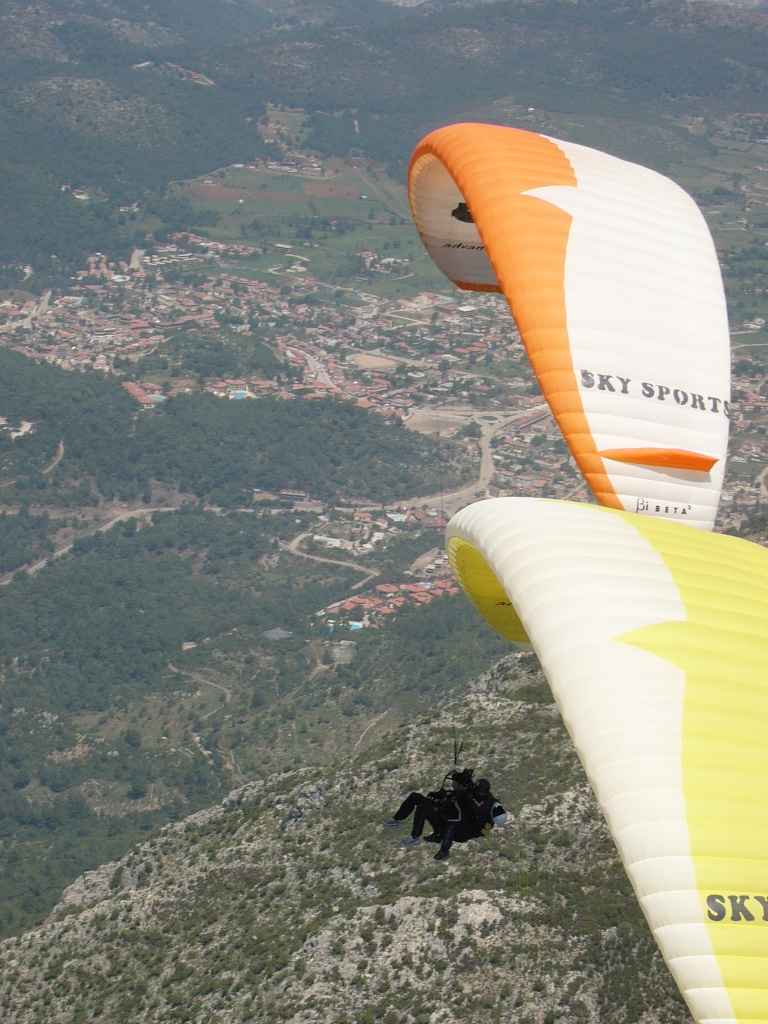
オルデニズでフライトするパラグライダー
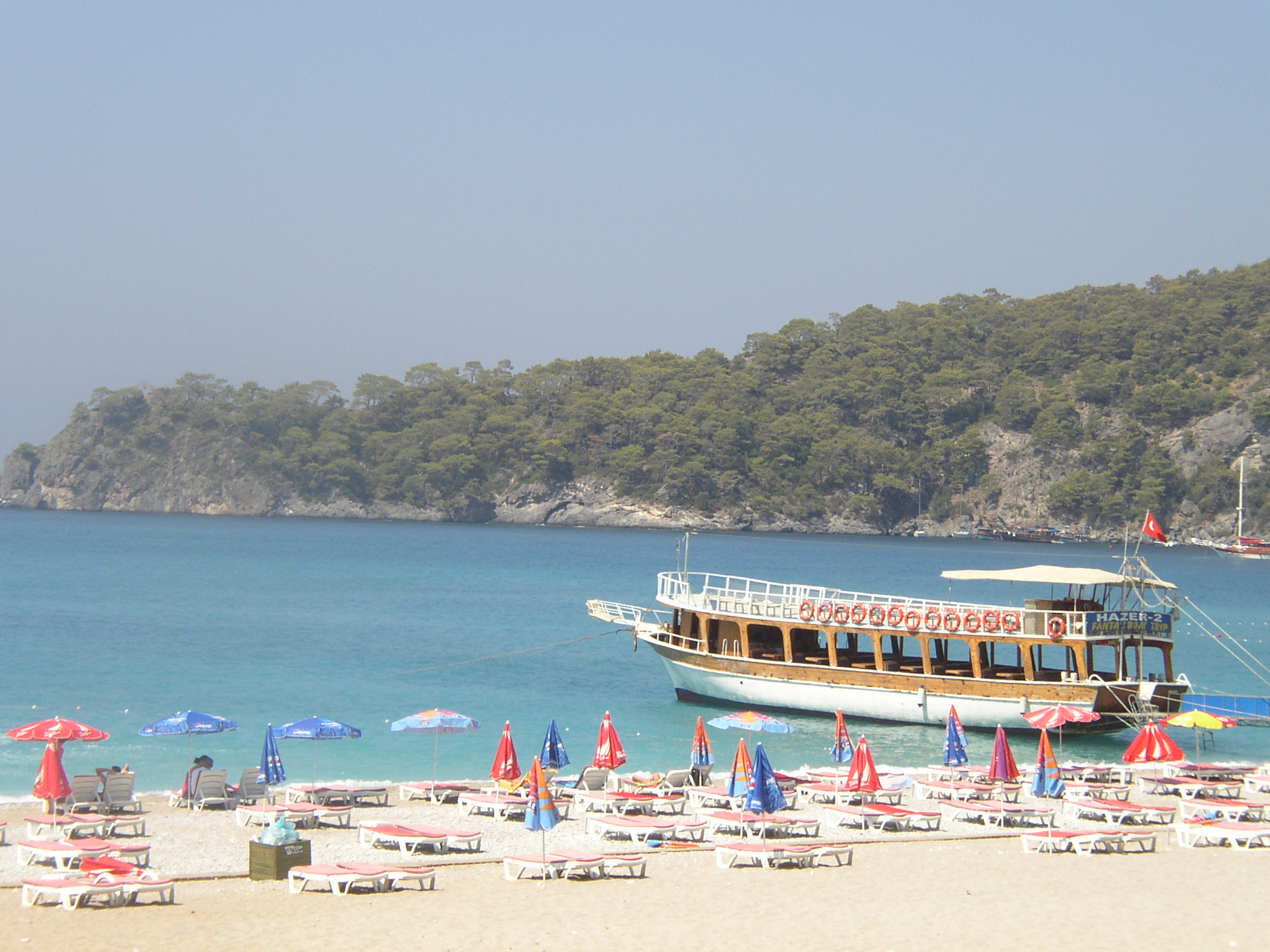
オルデニズのビーチ
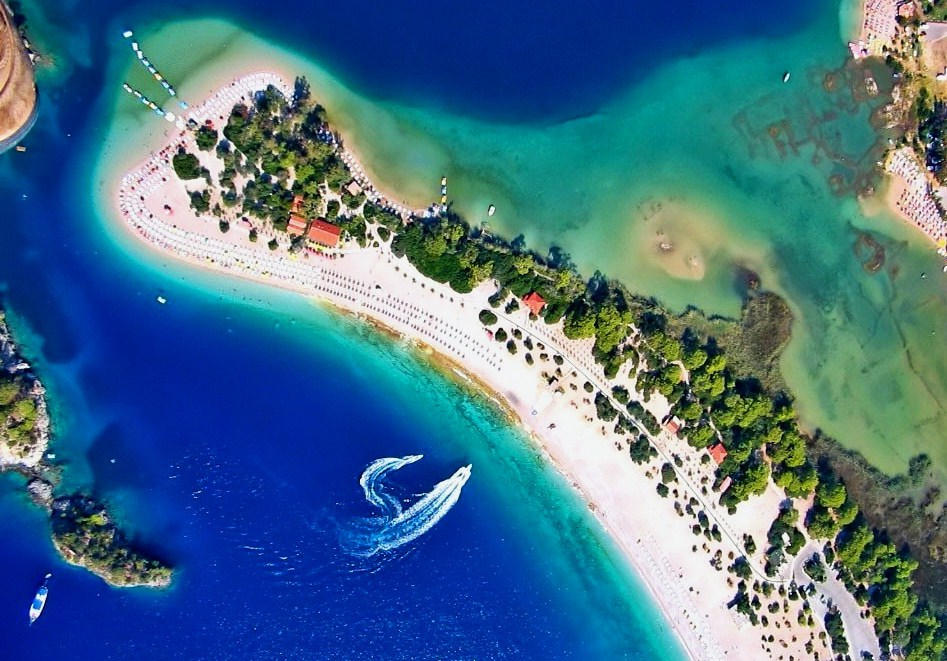
オルデニズのビーチ
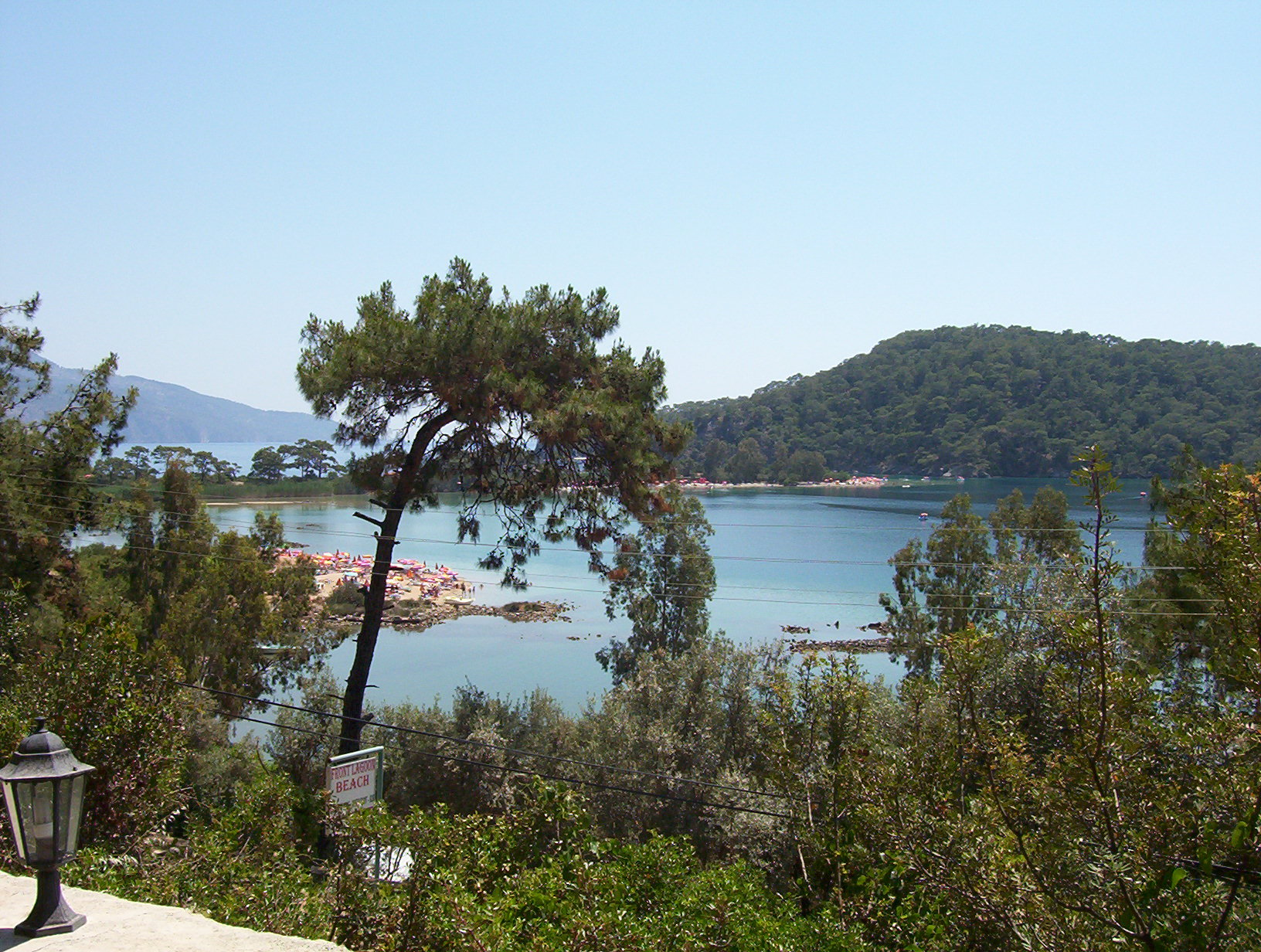
ブルーラグーン

## 気候
オルデニズは典型的な地中海性気候。一年中暖かい気候で、夏は気温が35度を超えることもある。 